# Camille Delamarre
Pour les articles homonymes, voir Delamarre.
Camille Delamarre est un réalisateur, monteur, scénariste, producteur et acteur français né le 3 octobre 1979.

## Biographie
Il commence sa carrière en 2004 avec le documentaire Le Hors-champ, making-of du film Le Coma des mortels.
Dès 2008, il travaille comme monteur sur plusieurs films, notamment des productions d'EuropaCorp : Le Transporteur 3, L'Immortel, Taken 2, Colombiana, Lock Out.
En 2013, il réalise son premier long métrage, Brick Mansions, remake du film Banlieue 13, tourné en anglais, qui sort en 2014.
En février 2014, il est révélé qu'il sera le réalisateur du 4e film de la série Le Transporteur, prévu pour 2015.
En 2018, il réalise le clip de Sombre de Kalash Criminel, produit par Keakr, avec Vincent Elbaz.

## Filmographie

### Réalisateur
- 2004 : Le Hors-champ (documentaire making-of du film Le Coma des mortels)
- 2012 : Le Transporteur - 4 épisodes (réalisateur de la seconde équipe)
- 2013 : Last Call (court métrage)
- 2014 : Brick Mansions
- 2015 : Le Transporteur : Héritage
- 2023 : Assassin Club
- 2023 : Cannes Confidential (mini-série télévisée)
- 2025 : Certains l'aiment chauve

### Monteur
- 2003 : Une minute de soleil en moins (téléfilm) de Nabil Ayouch (monteur assistant)
- 2004 : Le Hors-champ (documentaire) de lui-même
- 2007 : Génétiquement avancée (court-métrage) d'Olivier Megaton
- 2008 : Le Transporteur 3 d'Olivier Megaton
- 2010 : L'Immortel de Richard Berry
- 2010 : Fatal de Michaël Youn
- 2011 : Colombiana d'Olivier Megaton
- 2012 : Lock Out de James Mather et Stephen St. Leger
- 2012 : Taken 2 d'Olivier Megaton
- 2013 : Last Call (court métrage) de lui-même

### Acteur
- 1997 : Les Deux Orphelines vampires de Jean Rollin

### Scénariste
- 2013 : Last Call (court métrage) de lui-même
- 2015 : Le Transporteur : Héritage de lui-même

### Producteur
- 2013 : Last Call (court métrage) de lui-même

## Publicités
- 2013 : Peugeot 208[4]